# Святополк-Четвертинский, Антоний Ян Непомуцен
Князь Антоний Ян Непомуцен Святополк-Четвертинский (1744 — 9 апреля 1830, Варшава) — польский дворянин, депутат сейма, камергер королевский (1765), стольник брацлавский (1772), хорунжий звенигородский и генерал-адъютант королевский (1774), хорунжий винницкий (1782) и брацлавский (1783), ротмистр народовой кавалерии (1786), каштелян брацлавский с 1790 года.

## Биография
Представитель польско-литовского княжеского рода Святополк-Четвертинских. Третий сын старосты дунишевского, князя Фелициана Стефана Святополк-Четвертинского (ум. 1756) и Катарины Марианны Еловицкой, дочери стольника волынского Николая Еловицкого. Братья — Стефан (ум. 1766) и Януш Томаш (1743—1813).   
В 1765 году Антоний Ян Святополк-Четвертинский был назначен камергером короля Речи Посполитой Станислава Понятовского. В 1772 году получил должность стольника брацлавского. В 1774 году — генерал-адъютант и хорунжий звенигородский.
В 1782, 1784 и 1788 годах князь Антоний Ян Непомуцен Святополк-Четвертинский избирался послом (депутатом) на сейм Речи Посполитой. Был членом конфедерации Четырехлетнего сейма.
В 1790 году князь Антоний Ян Непомуцен Святополк-Четвертинский стал последним каштеляном брацлавским. После 1792 года проживал в Варшаве.  Будучи человеком доброжелательным и благочестивым, он был широко уважаемым гражданином Варшавы.

## Семья и дети
1-я жена - Тереза Загурская, брак бездетен
2-я жена - Анна Рушевская, в браке родилось пять сыновей и три дочери:
- Князь Юзеф Константин, предводитель дворянства Подольской губернии
- Князь Готфрид Богумил, майор российской армии
- Князь Раймунд
- Князь Станислав
- Князь Леопольд, полковник российской гвардии
- Княжна Екатерина
- Княжна Антонина
- Княжна Текла